# Dolchschnecken
Die Dolchschnecken (Gastrodontidae) sind eine Familie aus der Unterordnung der Landlungenschnecken (Stylommatophora). Die (meisten) Formen besitzen einen dolchartigen Liebespfeil, wovon sich ihr deutscher Name herleitet.

## Merkmale
Die rechtsgewundenen Gehäuse sind niedrig-konisch mit breiten, etwas abgeflachten Windungen. Die Gehäuse sind meist klein (wenige Millimeter bis ca. 1 cm im Durchmesser). Die Mündung ist meist einfach, seltener mit einem basalen Zahn oder einer basalen Lamelle. Die Gehäuse sind meist bräunlich bis schwärzlich, oft durchscheinend. Sie sind meist glatt, oder mit mehr oder weniger unregelmäßigen Anwachsstreifen versehen, die rippenartig verstärkt sein können. Die Kriechsohle ist häufig längs in zwei Hälften geteilt, die durch eine flache mediane Längsfurche voneinander abgesetzt werden; seltener auch dreigeteilt.
Im zwittrigen Geschlechtsapparat ist der Penis mäßig lang, der Epiphallus sehr klein. Der Penis besitzt intern ein Kalkplättchen (kann bei einigen Gruppen reduziert sein) und einen akzessorischen Teil (Pfeilsack) mit einem langen, dolchartigen Liebespfeil (fehlt bei einigen Arten der Gattung Striatura). Der Stiel der Spermathek ist sehr lang und durch zusätzliche Leiter mit Penis und freiem Eileiter verbunden. Der freie Eileiter ist lang, die Vagina sehr kurz oder fehlt.

## Geographische Verbreitung, Lebensraum und Lebensweise
Die Familie ist holarktisch verbreitet. Sie kommt auch in Zentralamerika sowie auf den Kanarischen Inseln und Madeira vor. Einige Arten sind anthropogen in andere Regionen verschleppt worden (z. B. die Gewächshaus-Dolchschnecke Zonitoides arboreus).
Die Tiere leben meist in Wassernähe oder feuchten Stellen im Wald, in der Laubstreu oder unter Totholz. Die meisten Arten sind Pflanzenfresser. Es gibt aber auch Arten, die sich von anderen Schneckenarten ernähren.

## Taxonomie
Das Taxon wurde 1866 von George Washington Tryon aufgestellt.
Die Familie der Dolchschnecken (Gastrodontidae) ist die Nominatfamilie der Überfamilie Gastrodontoidea. Die Familie wird von Schileyko (2003) in die zwei Unterfamilien Gastrodontinae und Nastiinae Riedel, 1986 unterteilt. Die MolluscaBase folgt dieser Unterteilung jedoch nicht, bzw. transferierte die Unterfamilie Nastiinae zur Familie der Glanzschnecken (Oxychilidae).
- Dolchschnecken (Gastrodontidae Tryon, 1866)
  - Archaegopis Wenz in K. Fischer & Wenz, 1914
  - Atlantica Ancey, 1887
  - Gastrodonta Albers, 1850
  - Glyphyalinia E. von Martens, 1892
  - Godwinia Sykes, 1900
  - Janulus Lowe, 1852
  - Mesomphix Rafinesque, 1819
  - Patulopsis Strebel & Pfeffer, 1879
  - Poecilozonites Boettger, 1884 (gelegentlich in drei Untergattungen P. (Poecilozonites), P. (Discozonites) Pilsbry, 1924 und P. (Gastroelasmus) Pilsbry, 1924 unterteilt)
  - Pseudohyalina Morse, 1864
  - Striatura Morse, 1864
  - Striaturops Baker, 1928
  - Vermetum Wollaston, 1878
  - Vitrinizonites W.G. Binney, 1879
  - Zontitoides Lehmann, 1862 (gelegentlich in die Untergattungen Z. (Zonitoides), Z. (Elliottius) Pilsbry, 1946, Z. (Ventricallus) Pilsbry, 1946, Z. (Ventridens) Binney & Bland, 1869 und Z. (Pseudohyalus) Baker, 1929 unterteilt[3])
    - Glänzende Dolchschnecke (Zonitoides nitidus (O. F. Müller, 1784))
    - Gewächshaus-Dolchschnecke (Zonitoides arboreus) (Say, 1816)
    - Zonitoides jaccetanicus (Bourguignat, 1870)
    - Britische Dolchschnecke (Zonitoides excavatus (Alder, 1830))